# C/2016 R2 (PANSTARRS)
C/2016 R2 (PANSTARRS) — одна з довгоперіодичних комет. Відкрита 7 вересня 2016 року; була 19.1m на час відкриття.
За результатами спостережень, комета виявилася багатою на CO й N2, натомість HCN-збідненою. Кома комети також збіднена на кометний пил. Це відповідає формуванню в холодному середовищі T<50K, що може забезпечити значний захист N2. Комета має нетиповий склад, оскільки багата на N2. Комета мала складний іонний хвіст, який розвинувся досить далеко від Сонця. Викиди надзвичайно рясних молекул іонізованого монооксиду вуглецю (CO+), що флуоресціюють у сонячному світлі, значною мірою відповідають за блакитний відтінок. Складна структура хвоста може вказувати на швидкий період обертання ядра. Комета або є членом рідкісної групи комет, які сформувалися на значній відстані від Сонця, або є фрагментом транснептунового об'єкта.